# James Pantemis
James Pantemis (* 21. Februar 1997 in Montreal, Québec) ist ein kanadisch-griechischer Fußballtorhüter.

## Karriere

### Verein
Von der Montreal Impact Academy wechselte Pantemis im März zum FC Montréal. Nach zwei Einsätzen in der USL kam er nicht mehr zum Einsatz und beendete die Saison mit einem Außenbandriss. Kurz danach wurde sein Klub aufgelöst, was ihn erst einmal ohne Vertrag dastehen ließ. Nachdem er seine Verletzung überwunden hatte, trainierte er zunächst bei Montreal Impact und hielt sich im September 2017 in Italien beim FC Bologna fit. Im November 2017 unterschrieb er einen festen Vertrag bei dem MLS-Franchise.
Von März bis September 2020 wurde er an den Valour FC verliehen, wo er die Rolle eines Stammtorhüters einnahm. Sein Vertrag wurde für die Saison 2023 verlängert. Am ersten Spieltag zog er sich in der 83. Minute eine Schulterverletzung zu, wodurch er bis Mitte Mai ausfiel. Zur Saison 2024 wechselte er zu den Portland Timbers. Dort kommt er häufig zum Einsatz, fiel jedoch im Mai 2025 erneut aufgrund einer Verletzung aus.

### Nationalmannschaft
Für die kanadische U-20 Nationalmannschaft kam Pantemis drei Mal zum Einsatz. In der Qualifikation für die Olympischen Spiele 2020 kam er für die U23-Mannschaft mehrfach zum Einsatz und war bei seinem letzten Einsatz Mannschaftskapitän.
Ohne vorherigen Länderspieleinsatz wurde er anschließend für den finalen Turnierkader bei der Weltmeisterschaft 2022 nominiert, erhielt dort jedoch keinen Einsatz.